# 豪斯医生
《豪斯医生》（英語：或House, M.D.）是一部美国医务电视连续剧，于2004年11月16日至2012年5月21日在福克斯电视台首播，前后分为8季。节目主角是休·劳瑞饰演的格瑞利·豪斯医生，为人特立独行且有些厌世和反社会倾向，医术高明的同时也严重依赖止痛药。豪斯带领一个诊断小组，在紐澤西州一家名为普林斯顿一普兰斯堡（Princeton–Plainsboro）的虚构教学医院工作。这部电视剧的初始理念源于保罗·阿坦纳西奥，节目主创人大卫·肖则是创造豪斯一角的主要功臣。剧集的执行制片人包括肖、阿坦纳西奥和商业合作伙伴凯蒂·雅各布斯以及电影导演布莱恩·辛格，节目大部分镜头都是在洛杉矶的世纪城拍摄完成。
豪斯经常与包括自己诊断小组在内的其他医生发生冲突，因为他对病人病症提出的许多假设都是以微弱或存在争议的见解为基础。他经常无视医院的规章制度，导致与顶头上司，医院管理者兼医学院院长丽莎·卡蒂（莉萨·埃德尔斯坦饰）发生冲突。罗伯特·肖恩·莱纳德扮演的肿瘤科主任詹姆斯·威尔森是豪斯唯一真正的朋友。节目前三季中豪斯的诊断小组成员包括罗伯特·蔡斯（杰西·斯宾塞饰）、阿莉森·卡梅伦（詹妮弗·莫里森饰）和埃里克·福尔曼（奧馬爾·愛普斯饰），但这个小组在第三季结束时解散。第四季福尔曼重新加入了诊断小组，豪斯也逐步选择了三位新成员：蕾蜜·“13”·海德利（奥利维亚·王尔德饰）、克里斯·陶柏（彼得·雅各布森饰）和劳伦斯·库特纳（卡尔·潘饰）。库特纳在节目第五季还有过一次露面，之后再于第八季最后一集《人皆有死》再次出现。蔡斯和卡梅伦之后还有在节目中出现，不过到了第六季初，卡梅伦选择了离开医院，而蔡斯则回到了诊断小组。13在第七季的大部分剧集中都没有出场，她的位置也由医科学生玛莎·麦斯特（爱波·塔布琳饰）取代。到了第八季，卡蒂和麦斯特都离开了节目，福尔曼成为医学院新院长，Jessica Adams（奥黛塔·安纳布尔饰）和朴琪（查琳·易饰）加入了豪斯的诊断小组。
《豪斯医生》的第二到第四季都是美国收视排列前十的节目，先后在66个国家和地区播映，是2008年世界上观众人数最多的电视节目。节目获得了多个奖项肯定，包括5座黄金时段艾美奖、两座金球奖、1座皮博迪奖和9座人民选择奖。2012年2月8日，福克斯宣布当时正在播映的第八季将为节目划上句号。节目的最后一集于2012年5月21日播出。

## 制作

### 构想
2004年，大卫·肖、保罗·阿坦纳西奥，以及阿坦纳西奥的商业合作伙伴凯蒂·雅各布斯一起向福克斯提议制作一部《犯罪现场调查》风格的医序侦探剧，这个时候节目的名称尚未敲定，医院中的大夫将会像侦探一样寻找病因。阿坦纳西奥看过耶鲁一纽黑文医院主治医师丽莎·桑德斯（Lisa Sanders）在《纽约时报杂志》上的专栏《诊断》（Diagnosis）后受到启发，打算制作一部医疗剧，剧中的普林斯顿一普兰斯堡教学医院就是以同为教学医院的耶鲁一纽黑文医院为原型:96。福克斯接受了提议，不过电视台当时的总裁盖尔·伯尔曼（Gail Berman）告诉几位主创人员：“我想要部医疗剧，但不想看到白大褂从走廊经过”。雅各布斯曾表示，这一规定和其他多种因素一起，对节目的最终形式产生了重要影响。
获福克斯认可后，节目获得的暂定名称是《追逐斑马，环绕枯竭》（Chasing Zebras, Circling the Drain），这其中斑马（Zebra）一词属医疗俚语，指的是不同寻常或是感觉情况模糊的诊断，而“环绕枯竭”则是指末期病例，病人的情况将无可逆转地恶化。节目起初的构想是由一组医生进行合作，试图“诊断那些无法确诊”的病例。肖认为，让剧中拥有一个比较有趣的核心人物是非常重要的事，这个人能够洞察病人的个人特点，并且通过发现他们的秘密和谎言来做出诊断。随着肖和其他几位主创人员继续发掘人物可能的发展方向，节目的构想开始逐渐从程序剧改朝以主角为中心转移。这个人物之后命名为“豪斯”，这也成为节目的名称。肖对剧中角色作了进一步发展，并亲自编写了《试播集》的剧本。布莱恩·辛格是《试播集》的导演，还在主角演员的挑选中起到了重要作用，他曾表示：“试播集的片名是《人皆说谎》，这也是整个剧集的前提”。肖还表示，1944至1994年间服务于《纽约客》的作家伯顿·罗切（Berton Roueché）笔下许多耐人寻味的医疗案例对节目早期的多集节目剧情提供了灵感。
肖在一家教学医院看病的经历成为他创作本剧的一个重要原因。他在回首往事时表示：“我知道一出房门，他们就会毫不留情地嘲笑我（的无知），而我觉得，要是让一个（医生）角色在病人还没离开房间时就这样做，效果应该会很有意思。”。节目的一个核心前提就是主角在行动上有所不便，剧组起初的构思是豪斯需要坐轮椅，但福克斯拒绝了这一思路。雅各布斯之后表示，自己很感激电视台坚持要求他们重新构想这个角色，他们一度给主角的脸加上疤痕，最后再决定为让豪斯的腿因误诊而受到严重伤害，不得不使用拐杖，并且还严重依赖麻醉药品。

#### 夏洛克·福尔摩斯的影响

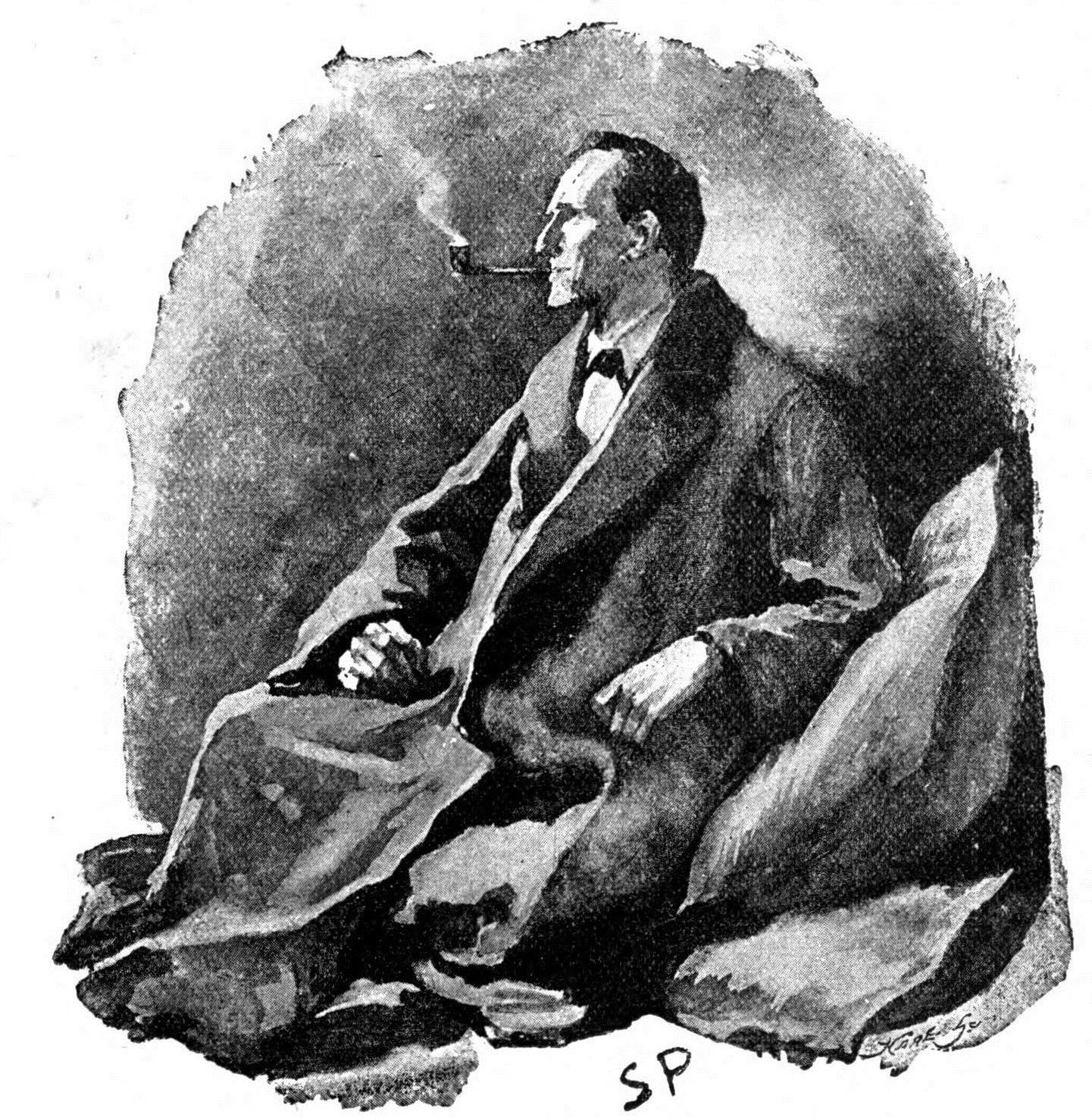
夏洛克·福尔摩斯是节目的一个重要灵感来源

格瑞利·豪斯和阿瑟·柯南·道尔笔下的虚构侦探夏洛克·福尔摩斯存在许多相似之处。肖对此表示，他一直是福尔摩斯的粉丝，并且发现这个角色存在一个独特之处，那就是对客户比较冷淡。这些相似之处在豪斯对演绎推理和心理学方面的依赖上显而易见，有时这种依赖甚至看起来明显不合适，他还不愿意接受那些自己感觉无趣的病例。豪斯的诊断方法是把一个个逻辑上不可能的诊断排除，福尔摩斯使用的也是类似方法。两人都会乐器（豪斯会演奏钢琴、吉他和口琴；福尔摩斯会拉小提琴），都对药物有依赖性（豪斯吃维柯丁，福尔摩斯吸食可卡因，不过后者只是为了消遣）。豪斯和詹姆斯·威尔森医生的关系与福尔摩斯和知己约翰·华生的关系呼应。诠释威尔森一角的罗伯特·肖恩·莱纳德表示，自己的角色连名字都和华生相似，节目原本的设计是让豪斯与威尔森就像福尔摩斯和华生一样密切合作，在他看来，豪斯诊断小组的其他几位成员就代表着华生的角色。此外，威尔森还有个可能已经去世的兄弟，就像华生酗酒成性而离世的兄弟一样（第一季第十集《不愿面对的过去》）。肖表示，豪斯的姓氏也意在对福尔摩斯表示一种微妙的敬意。豪斯的住址是贝克街221B号，和福尔摩斯的住址完全相同。威尔森的地址也是221B号。
多集电视剧中包含有关于夏洛克·福尔摩斯的喻指。《试播集》的主要病人名叫丽贝卡·阿德勒（Rebecca Adler），这个名字源于首部福尔摩斯短篇故事《波希米亚丑闻》中的艾琳·艾德勒。第二季的最后一集里，豪斯被一位发狂的枪手打伤，这位枪手姓“莫里亚蒂”，这也是福尔摩斯死敌的姓氏。第四季的第10集《美妙谎言》中，豪斯收到的圣诞礼物是《第二版柯南·道尔》。第五季第7集《发痒》中，豪斯从一本柯南·道尔所著的《福尔摩斯回忆录》上拿出自己的钥匙和维柯丁；这季的第11集《给全世界的快乐》中，豪斯试图利用一本由约瑟夫·贝尔（Joseph Bell）编写的书来愚弄手下，而贝尔正是道尔创作夏洛克·福尔摩斯的灵感来源。这本书是之前一年圣诞节时威尔森送的，后者还写下了“格雷格，让我想到了你”的字样。威尔森还在承认送过这本书给豪斯前告诉诊断小组的两位医生，这本书是一位名叫艾琳·艾德勒的病人送的。《豪斯医生》的最后一集《人皆有死》是向1893年的《最后一案》致敬，其中的情节暗示福尔摩斯很可能已经死去，柯南·道尔原计划以这个故事为福尔摩斯系列收尾。

### 制作团队

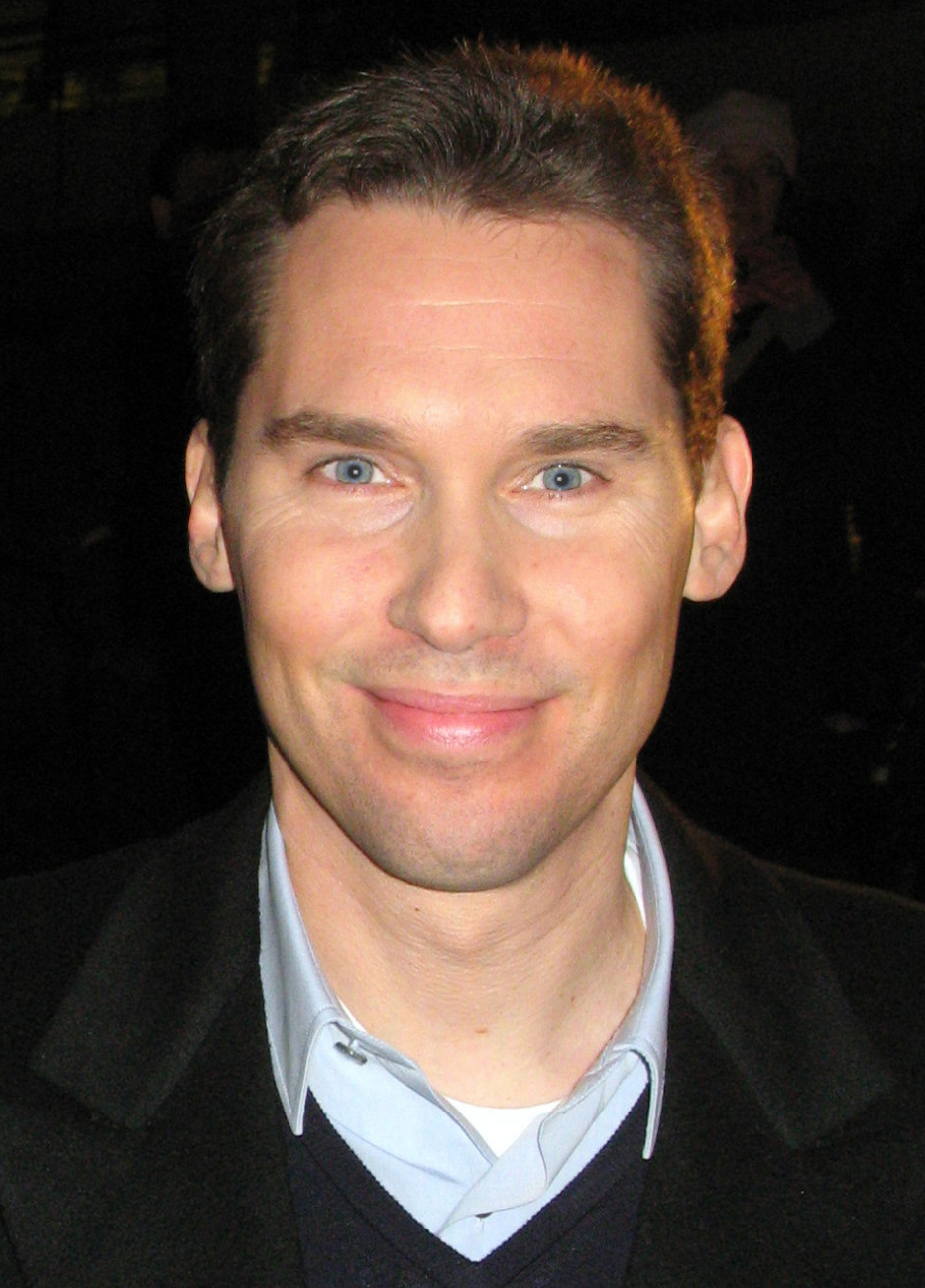
布莱恩·辛格执导了《豪斯医生》的《试播集》和第三集《奥卡姆剃刀》

《豪斯医生》由脚跟和脚趾影业（Heel and Toe Films）、肖制片、坏蛋哈里制片与环球电视公司一起为福克斯制作。保罗·阿坦纳西奥、凯蒂·雅各布斯、大卫·肖、布莱恩·辛格分别是前三家制片公司的领导人，他们共同担任节目的执行制片人。劳伦斯·卡普罗（Lawrence Kaplow）、彼得·布雷克（Peter Blake）和托马斯··莫兰在《试播集》后开始成为第一季的编剧。另外几位编剧多丽丝·伊根（Doris Egan）、萨拉·赫斯（Sara Hess）、拉塞尔·弗伦德和加勒特·勒纳从第二季起加入。弗伦德和勒纳是商业上的合作伙伴，他们本可以在节目开播时加入，但谢绝了这次机会。之后看到节目获得了成功，两人才在雅各布斯再度邀请时同意加入。伊莱·阿蒂（Eli Attie）和肖恩·怀特塞尔（Sean Whitesell）从第四季开始成为节目编剧，莫兰、弗伦德和勒纳也从这季开始成为节目的执行制片人。休·劳瑞是节目第五季第二和第三集的执行制片人。
肖是《豪斯医生》的节目运作人。到第6季结束时，贡献过节目的编剧已经超过24位，其中最多产的是为18集节目编剧的卡普罗，布雷克以17集紧随其后，接下来肖、弗伦德、勒纳均创作了16集，然后是莫兰（14集）和伊根（13集）。德兰·萨拉菲安（Deran Sarafian）是前6季最多产的导演，一共执导了22集，并且这其中没有第6季的作品，其次是导演了17集的格雷格·艾坦尼斯。此外前6季还有超过36位导演，其中大卫·斯崔顿（David Straiton）单在第6季中就导演了10集，比其他任何导演都多。休·劳瑞则执导了第6季的第17集《封锁》（Lockdown）。伊兰·索尔兹（Elan Soltes）从节目开始时就担任视觉特效总监。耶鲁一纽黑文医院助理临床医学教授丽莎·桑德斯是节目的技术顾问，她在《纽约时报杂志》上的专栏《诊断》是《豪斯医生》最初的灵感来源。据肖的说法，一共有“三位不同的医生……检查我们做的每一件事”。拥有护士执照的伯宾·伯格斯通（Bobbin Bergstrom）是节目的片场医疗顾问。

### 演员选择
制片人起初打算找一位“典型的美国人”来扮演豪斯一角，特别是布莱恩·辛格表示自己看到很多外国演员前来试镜后，心里越来越觉得非美国人不可。休·劳瑞于本剧选角期间正在参加电影《凤凰劫》（Flight of the Phoenix）的拍摄，他在纳米比亚一间酒店的浴室拍了试镜录像带，这是他在当地唯一能找到充足光线的地方。他在视频中对自己的形象和镜头里的环境致歉，辛格则觉得这段视频看上去和“本·拉登的视频”有得一比。劳瑞现场即兴发挥，用一把雨伞充当拐杖。辛格对男演员的表现留下了深刻印象，之后还称赞这位“美国演员”是如何准确地把握了人物特点，并且劳瑞唯妙唯肖的美国口音也让辛格完全没想到他其实是英国人。劳瑞则把这种口音“归功”于自己小时候把太多时间花在看电视和电影上。虽然当时主创人员还考虑过丹尼斯·利瑞（Denis Leary）、大卫·克罗斯（David Cross）、罗伯·莫洛（Rob Morrow）和帕特里克·德姆西这几位在美国更具知名度的演员，但肖、雅各布斯和阿坦纳西奥都像辛格一样对劳瑞的表现留下深刻印象，因此决定由他来饰演男主角:39。
劳瑞之后透露，自己起初以为节目的核心人物是詹姆斯·威尔森医生，豪斯不过是个“陪衬”，直到拿到《试播集》的全本剧本后才意识到原来自己获演的是主角。由于父亲冉·劳瑞（Ran Laurie）就是名医生，劳瑞表示对自己“变成父亲的假冒版本”，但获得的酬劳却更高感到愧疚。从第三季开始，他每集可以获得27.5万到30万美元的报酬，相当于他刚出演该剧时片酬的三倍。到节目第五季时，劳瑞出演每集的收入已有约40万美元，成为片酬最高的电视演员之一。

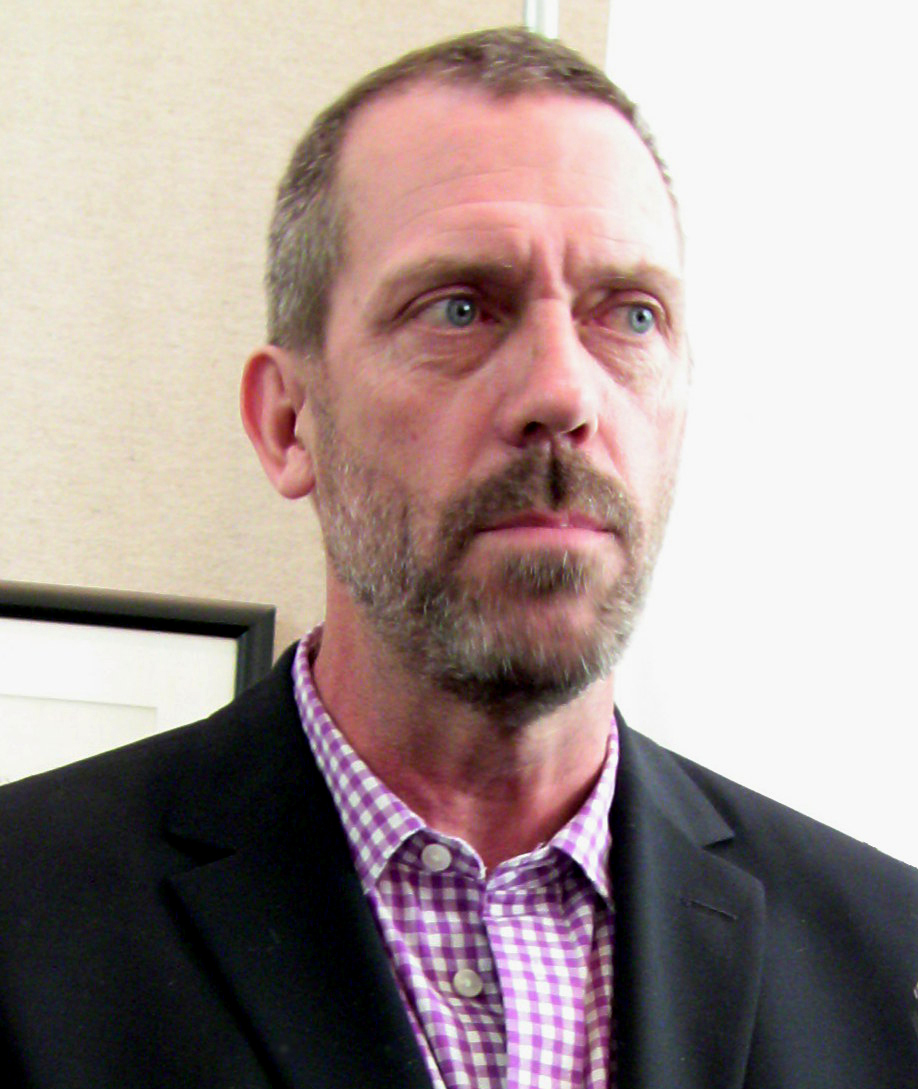
休·劳瑞在纳米比亚拍摄一部电影期间制作了自己试镜的录像带

罗伯特·肖恩·莱纳德在同一时期收到了《豪斯医生》和电视网节目《数字追凶》的剧本，他觉得《数字追凶》的脚本“挺酷”并已计划参加试镜。但是，他觉得自己在该剧中的角色查理·艾普斯（Charlie Eppes）戏份太多，之后莱纳德表示：“我干活越少就越开心”。莱纳德觉得自己试镜时表现欠差，不过由于他和辛格是老朋友，所以最后还是得到了这个角色。辛格对莉萨·埃德尔斯坦在《白宫风云》中出演的妓女留下了深刻印象，所以寄了试播集的剧本给她:65。埃德尔斯坦对剧本的品质感到满意，特别是丽莎·卡迪医生和豪斯之间“火爆的对话”，她之后获选出演这个角色:65。
澳大利亚男演员杰西·斯宾塞的经济人建议他参加罗伯特·蔡斯一角试镜，但他对此有些拿不定主意，担心节目和《综合医院》（General Hospital）这样的肥皂剧雷同，但看到剧本后就改变了主意。获选出演后，他开始努力说服制片人把这个角色改写成澳大利亚人。帕特里克·德姆西也参加了蔡斯一角的试镜，他之后因出演《实习医生格蕾》中的德里克·谢柏德（Derek Shepherd）医生而为人所知。诠释埃里克·福尔曼一角的欧玛·艾普斯之前曾在全国广播公司医务剧《急诊室的故事》里出演一位陷入困境的实习医生，这段经历对他在本剧的演出产生了影响。詹妮弗·莫里森觉得自己在阿莉森·卡梅伦医生一角试镜时的表现完全就是场灾难:83，不过辛格在此前就看过她包括《恋爱时代》在内的一些演出，已经打算请她出演这个角色:83。莫里森的角色在第六季期间离开了医院，她也离开了这个节目。
豪斯在第三季结束时解雇了蔡斯，福尔曼和卡梅伦则选择了辞职。由此豪斯不得不重新招聘几位新成员，他把人选缩小到7名医生中。制片人们起初计划招入两位全职演员，加上于第4季第5集《魔镜魔镜》中回归的福尔曼一起组成新的团队，最终他们决定在节目中增加3位常规角色。艾普斯、莫里森和斯宾塞的角色只是去了医院里别的部门，所以仍然有可能在节目中露面。这一期间，节目的编剧会在每一集中否决一位候选人，以此雅各布斯表示，无论是制片人还是演员自己都不知道到底最后谁能够入选，直到最后一刻方见分晓。到了第四季的第9集里，豪斯的新诊断小组成员终于确定，除福尔曼外，另外三位医生分别是劳伦斯·库特纳（卡尔·潘饰）。克里斯·陶柏（彼得·雅各布森饰）和蕾蜜·“13”·海德利（奥利维亚·王尔德饰）。豪斯否决的候选人中只有安珀·沃拉基斯之后还有在节目中出现，她成为威尔森的女友，戏份一直持续到第四季结束，另外还曾以豪斯幻觉的形式在第五季现身。虽然潘和王尔德比其他候选人的扮演者更有名气，但雅各布斯表示他们都通过了同样的试镜程序，并且编剧们也是基于对角色的兴趣决定让他们继续留在节目中。库特纳一角于第五季第20集离开了节目，因为潘这时已成为白宫公众参与和政府间事务办公室的工作人员。
埃德尔斯坦、艾普斯和莱纳德的合约在第7季结束时到期。出于削减成本的角度考虑，制片人希望3人同意削减片酬。艾普斯和莱纳德接受了这一安排，但埃德尔斯坦没有同意，因此2011年5月时剧组宣布她不会回归第八季。

### 拍摄风格和选址

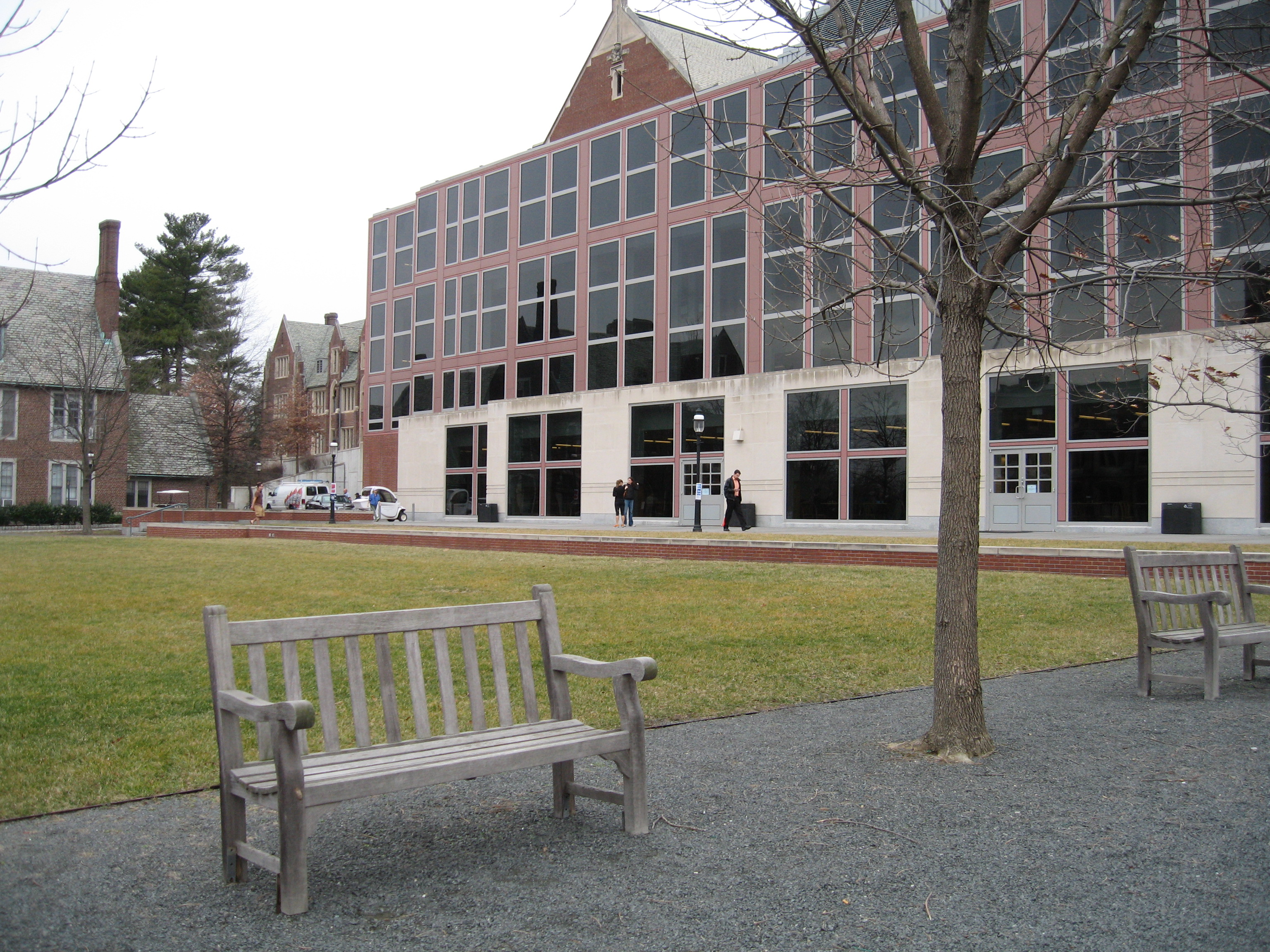
剧中普林斯顿一普兰斯堡教学医院的鸟瞰镜头是在普林斯顿大学的第一校园中心取景

《豪斯医生》经常采用“边走边谈”的拍摄风格，这一风格通过包括《波城杏话》（St. Elsewhere）、《急诊室的故事》、《体育之夜》（Sports Night）和《白宫风云》得以普及。摄影师采用追踪镜头同时拍摄两个或更多角色一边行走一边交谈。执行制片人凯蒂·雅各布斯表示，节目中经常采用这一技巧是因为这有助于增强剧情的紧迫感和强度。她还指出，休·劳瑞身高1米88，比另外几个角色都要高，这也能增强边走边谈所期望达成的效果。《纽约客》的南希·富兰克林（Nancy Franklin）认为《豪斯医生》是部很酷的剧集，病人内脏的特效镜头仿佛1966年的电影《神奇旅程》（Fantastic Voyage），“我敢打赌你不知道自己肾脏不行了的时候听起来就像气泡袋爆裂”。另一位评论员发现：“镜头和特效的前进方向并不仅仅是从（病人的）喉咙那里钻进去”，“还会从鼻子钻进去，进到脑子和腿里面”。这些人体内部镜头并非主要依靠计算机绘图制作，而是采用微缩特效和动作控制摄影完成。片场经常摆有各种剧本中没有提及的道具，让劳瑞可以拿来即兴发挥，这些内容让他的角色和剧情变得更加立体。
《试播集》是在加拿大拍摄，之后所有剧集的主要拍摄工作都是在洛杉矶的世纪城完成。布莱恩选择让节目中的虚构医院距自己老家——新泽西州默瑟县西温莎（West Windsor）——不远。剧中普林斯顿一普兰斯堡教学医院的鸟瞰镜头是在普林斯顿大学的第一校园中心取景。第三季第15集《缺陷》（Half-Wit）部分镜头是在南加州大学取景，戴夫·马休斯（Dave Matthews）和柯特伍德·史密斯（Kurtwood Smith）在其中客串出镜。《豪斯医生》第六季的部分剧集是在新泽西州摩里斯县帕西帕尼－特洛伊希尔斯（Parsippany-Troy Hills）已经废弃的灰石公园精神病医院取景，这里拍摄的是剧中虚构的梅菲尔德精神病医院镜头。

### 开场片段
《豪斯医生》的开场片段以休·劳瑞头部的核磁共振成像图和片头大写字母开始，并且其中的字母还用实线框起来。接下来豪斯的脸逐渐淡去，字样下出来下划线，然后出来的是字样。《试播集》之后的节目片头有所延长，其中会出现6位主要演员和主创人大卫·肖的姓名。劳瑞的名字第一个出现，接下来是另外5位演员，按字母顺序排列（埃德尔斯坦、艾普斯、莱纳德、莫里森和斯宾塞），最后出现的是肖的名字。
剧名淡出后出现的是普林斯顿一普兰斯堡教学医院（实际上就是普林斯顿大学的建筑，其中又以第一校园中心为主）的鸟瞰镜头。随之而来的是一系列的图像，每张伴有一位演员的姓名，大部分图像都是人体解剖图解。劳瑞的姓名旁边出现的是人的头部模型，大脑暴露在外；埃德尔斯坦的姓名旁边则是视觉特效制作的心脏血管造影图像。艾普斯的名字与人体胸腔的肋骨X光片重叠；莱纳德的名字则出现在大脑两个半球图像的旁边。制片人起初还打算增加拐杖和维柯丁药瓶的图像，但福克斯没有同意，这导致莫里森的名字没有图像配合，最终剧组同意采用普林斯顿大学卡内基湖的鸟瞰照片，湖上还有两艘小船。斯宾塞的姓名旁边是一张老式的人体脊椎解剖图。此外，斯宾塞和肖的名字之间还有一个豪斯与最初三位诊断小组成员一起在医院走廊行走的镜头。雅各布斯表示，片头的大部分画面没有什么特殊含义，只有最后一幕，（意为“大卫·肖创作”）字样叠加在人的颈部上方，意味着肖就是“节目的大脑”。这段片头获得了2005年黄金时段艾美奖最佳片头设计奖提名。第四到第五季时，斯宾塞和莫里森的戏份已经大幅减少，莫里森还在第六季离开了节目，但片头中始终如一地显示两人的名字。一直到第七季时，片头才作了调整以配合演员的变化，去掉了莫里森的名字，增加了雅各布森和王尔德。
节目在美国播映时片头采用的主题曲是大举进攻乐队歌曲《泪滴》的器乐部分，这部分是因为其中独特的节奏与人类心脏跳动非常相似。第四季的最后一集里出现了《泪滴》的人声演唱版本并带有吉他伴奏，由何塞·冈萨雷斯（José González）演唱。

## 剧集概述
格瑞利·豪斯是紐澤西州普林斯顿一普兰斯堡教学医院的医生，医术高明，但为人却很厌世并且有反社会倾向，他带领着医院的一个诊断小组。大部分剧集都是围绕一个主要病人的病情诊断展开，最开头时是医院外的一组镜头，显示病人发病后再切入开场片段。接下来较为典型的剧情就是豪斯的诊断小组试图对病人作出诊断和治疗:42，并且之前几次通常会失败，病人转入病危阶段。他们治疗的通常是其他医院无法确诊的疑难病例，豪斯也经常会拒绝接受自己认为没意思的病例。剧情往往把重点放在男主角标新立异的医学理论和实践，以及其他医生对此的反映上，并不关注治疗过程的细节。
诊断小组采用的是鉴别诊断法:42，在白板上列出可能的病因，然后根据某位成员的见解（多数情况下就是豪斯）将其中大部分排除:3。通常情况下病人至少会被误诊一次，然后得到相应治疗，只是这些治疗不但没有好处:42，还经常会导致并发症。另一方面，这些并发症往往会提供有价值的新线索，最终帮助小组对病人做出准确诊断。豪斯通常会因某个角色所说的话受到启发，然后做出准确诊断:42。诊断结果从常见病到罕见病都有。
由于病人隐瞒症状、个人经历和其它方面的实际情况，小组在诊断上面临着诸多困难，因此豪斯经常在小组讨论时强调“病人在说谎”，或是“人皆说谎”，这样的假设也是豪斯做出决定和论断的指导方向，由于不相信病人的话，他还会让小组成员潜入病人家中寻找线索。由于他的许多假设都是基于顿悟和存在争议的见解，因此很难从上级那里获得许可，进行自己认为必要的医疗程序，从第一到第七季，这位上级都是医院管理者兼医学院院长丽莎·卡蒂。在相应程序存在较高风险，或是伦理方面存在争议的情况下，豪斯的建议得到上级同意的可能性就更小。豪斯还经常与小组的其他医生出现分歧，其中又以阿莉森·卡梅伦最为普遍，因为她在医学伦理上的立场比另外几位医生更为保守。
与医院的其他医生一样，豪斯需要在医院的步入式门诊治疗病人:78。他很不容易履行这份职责，还会想尽办法避免，这些内容经常作为次要情节出现，起到幽默性质的调节作用:103, 114:78, 214-215。在步入式门诊工作时，豪斯对患者毫不友善，也不尊重他们的隐私，采用的通常是非传统的治疗方法。面对患者的投诉，他经常报之以迅速而准确的诊断，让病人刮目相看。有些时候，豪斯还会在处理简单病例时受到启发，帮助解决小组面对的复杂病例:103。
根据剧中描述，豪斯在第一季情节发生5年前股四头肌出现梗死，从此需要拐杖来辅助行走，还要维柯丁缓解剧痛，他对这种药物的依赖成为剧情中的重要元素。在第一季的第11集《断瘾》中，豪斯承认自己对维柯丁上瘾，但也表示这并没什么关系，因为这些药片“让我能够做好工作，还能缓解我的疼痛”。卡蒂和詹姆斯·威尔森医生都曾多次鼓励豪斯接受药物断瘾治疗。如果无法拿到维柯丁或是出现异常强烈的疼痛，他就有可能会自造处方，开出一些包括吗啡、羟考酮和美沙酮在内的麻醉镇痛药。豪斯还经常会在下班时间喝酒，自认是个“大酒鬼”。第五季的最后两集里豪斯开始出现幻觉，排除其他可能的诊断后，他和威尔森认定维柯丁成瘾造成这一症状的可能性最大。豪斯起初拒绝承认这点，但到了第五季结束时，他终于接受了事实，自愿进入梅菲尔德精神病医院治疗。到了第六季的开场，豪斯的药瘾已经得到控制，所以离开了精神病院。但过了约一年半后，豪斯在第七集第15集《好孩子》（Bombshells）中得知卡蒂有可能患上了肾癌，于是又开始服用维柯丁，药瘾也出现复发。

## 人物、演员和出场
| 姓名          | 演员               | 职业                                   | 出场     | 出场     | 出场     | 出场     | 出场     | 出场     | 出场     | 出场     |
| 姓名          | 演员               | 职业                                   | 1        | 2        | 3        | 4        | 5        | 6        | 7        | 8        |
| ------------- | ------------------ | -------------------------------------- | -------- | -------- | -------- | -------- | -------- | -------- | -------- | -------- |
| 格瑞利·豪斯   | 休·劳瑞            | 前医学诊断科主任                       | 主要角色 | 主要角色 | 主要角色 | 主要角色 | 主要角色 | 主要角色 | 主要角色 | 主要角色 |
|               | 莉萨·埃德尔斯坦    | 前医学院院长                           | 主要角色 | 主要角色 | 主要角色 | 主要角色 | 主要角色 | 主要角色 | 主要角色 |          |
| 詹姆士·威尔逊 | 罗伯特·肖恩·莱纳德 | 肿瘤科主任                             | 主要角色 | 主要角色 | 主要角色 | 主要角色 | 主要角色 | 主要角色 | 主要角色 | 主要角色 |
| 埃里克·福尔曼 | 奧馬爾·愛普斯      | 神经科医生，医学院院长                 | 主要角色 | 主要角色 | 主要角色 | 主要角色 | 主要角色 | 主要角色 | 主要角色 | 主要角色 |
| 罗伯特·蔡斯   | 杰西·斯宾塞        | 外科医生、重症监护科医生医学诊断科主任 | 主要角色 | 主要角色 | 主要角色 | 主要角色 | 主要角色 | 主要角色 | 主要角色 | 主要角色 |
|               | 詹妮弗·莫里森      | 免疫系统和医学诊断医生                 | 主要角色 | 主要角色 | 主要角色 | 主要角色 | 主要角色 | 主要角色 |          | 客串角色 |
| 克里斯·陶柏   | 彼得·雅各布森      | 整形医生、医学诊断医生                 |          |          |          | 次要角色 | 次要角色 | 次要角色 | 主要角色 | 主要角色 |
|               | 卡尔·潘            | 运动医学专家、医学诊断专家             |          |          |          | 次要角色 | 次要角色 |          |          | 客串角色 |
|               | 奥利维亚·王尔德    | 内科医生、医学诊断医生                 |          |          |          | 次要角色 | 次要角色 | 次要角色 | 主要角色 | 次要角色 |
|               | 爱波·塔布琳        | 应用数学和艺术史双料博士、医科学生     |          |          |          |          |          |          | 次要角色 | 客串角色 |
| 杰西卡·亚当斯 | 奥黛塔·安纳布尔    | 监狱诊所医生、医学诊断医生             |          |          |          |          |          |          |          | 主要角色 |
| 朴琪          | 查琳·易            | 神经科医生、医学诊断医生               |          |          |          |          |          |          |          | 主要角色 |

### 主要角色

《豪斯医生》最初的几位主角，从左至右分别是：威尔森、卡蒂、蔡斯、豪斯、卡梅伦和福尔曼。

《豪斯医生》播出期间，片头中一共出现了6名主要演员的姓名。他们扮演的医生都在节目中虚构的新泽西州普林斯顿一普兰斯堡教学医院工作。格瑞利·豪斯医生是医学诊断科主任，也是片名所指人物。豪斯称自己拥有美国医学专业委员会认可的感染和肾脏科双料诊断专长。詹姆斯·威尔森是豪斯唯一的真正朋友，也是医院肿瘤科主任。丽莎·卡蒂是内分泌科医生，也是医学院院长和医院管理者，她是豪斯的顶头上司。豪斯与卡蒂的关系很复杂，两人间经常含沙射影，并且伴随有很高程度的性紧张。两人在第五季的第6集《快乐》（Joy）中首次接吻，但第五季接一来的节目中没有出现任何进一步的肉体关系，豪斯在季终时以为自己和卡蒂发生了性关系，但这只是他因维柯丁成瘾而产生的幻觉。到了第六季的最后，卡蒂向豪斯表白，两人亲吻后同意试着在一起。整个第七季里穿插了许多有关两人关系的剧情。
豪斯最初的诊断小组包括神经科医生埃里克·福尔曼、重症监护科医生罗伯特·蔡斯和免疫系统医生阿莉森·卡梅伦。到了第三季第21集《家庭》时，福尔曼宣布自己决定辞职，称自己不希望变成豪斯那样的人。豪斯在这季最后一集中告诉蔡斯，他要么能够学会自己所有的本事，要么就什么都学不到，然后把他开除出了小组。卡梅伦这时已经与蔡斯发展出恋情，她很快也辞职了。这导致豪斯的论断小组在第四季开场时只剩他一个光杆司令。
卡蒂要求豪斯招入新的小组成员，豪斯为此一共考虑了40名医生。第四季的前几集就围绕这一挑选过程展开，属电视真人秀风格的淘汰竞赛，雅各布森形容这就像“《幸存者》的版本” 。豪斯给每位候选人分配了1到40中的一个编号，把其中大部分人淘汰到只剩7人。福尔曼因在另一个医院行医时表现出类似豪斯的行为而遭解雇，于是回到了之前的老岗位上，他协助豪斯根据候选人在诊断病例时的表现作出评估。虽然福尔曼的回归意味着小组中只剩两个空缺，但豪斯还是用计诱使卡蒂允许他聘请三位新人。他最终选择的分别是前整形医生克里斯·陶柏、运动医学专家劳伦斯·库特纳和内科医生蕾蜜·“13”·海德利（“13”这个绰号源于她在40位候选人中获得的编码）。到第四季结束时，13发现自己一直担心的事情变成了现实，她患上了无药可救的亨丁顿舞蹈症。
福尔曼和13在第五季第11集《给全世界的快乐》中有一个深情的吻。13起初不大情愿和福尔曼交往，但两人之后还是开始约会，并且到第五季结束时仍然在一起。两人在第六季开始后不久分手。库特纳在第五季第20集《简单解释》（Simple Explanation）里死在自己的公寓，头上有枪伤。他没有留下只言片语，豪斯为此怀疑其中另有隐情，但其他角色都认为这是自杀。
卡梅伦和蔡斯在第二季第7集《寻找元凶》中发生了一夜情。两人在第三季中期开始经常发生性关系，但卡梅伦坚持这只是逢场作戏，当蔡斯表示自己“想要更进一步”时，卡梅伦结束了两人的关系，但到了第三季的结尾，卡梅伦意识到自己对蔡斯有了感情，于是两人开始了正式交往。双双离开诊断小组后，两人在医院的不同部门工作，卡梅伦成为急症室的资深主治医师，蔡斯则是外科医生。两人在第五季第21集（库特纳自杀后的一集）《救世主》（Saviors）中订婚并在季终成婚。蔡斯在第六季第8集《团队合作》中（Teamwork）重新加入豪斯的诊断小组，卡梅伦为此离开了丈夫和这所医院。她之后在这季的第17集《锁定》（Lockdown）中客串出镜。
13在第7季开始后不久离开了医院，并且很长时间没有回来，也没有任何解释。卡蒂要求豪斯另请一位女医生填补13的空缺，但之后还是亲自挑选了医科学生玛莎·麦斯特，后者在这季的第6集首度出场。13在这季第18集《挖掘》（The Dig）回归，原来她是因给自己进入亨廷顿舞蹈症晚期的兄弟实行安乐死而入狱服刑6个月。雅各布森和王尔德都已经像潘一样扮演核心角色，但两人的名字一直到第七季才出现在开场片段中。在此以前，他们的名字是以“次要角色”的形式在开场片段之后出现。从第七季开始，雅各布森和王尔德的名字出现在开场片段，但新加入的主要演员塔布琳没有得到同样的待遇。

### 常见角色
《豪斯医生》的前六季中每季都会有一到多位角色在多集节目中出现。第一季中亿万富翁、制药公司老板爱德华·沃格勒（齐·麦克布赖德饰）一共出演了5集节目。他向普林斯顿一普兰斯堡教学医院捐款1亿美元换取董事会主席一职。福克斯敦促剧情在节目中加入反面人物，沃格勒的出现就属于其中一次尝试。但到了包括这个角色的剧集开始播出时，节目在收视率上已经相当成功，所以这个角色之后很快就取消了。大卫·肖表示，流氓老大的理念并不适合这个节目：“剧名叫《豪斯医生》，观众知道他绝对不可能被炒”。
豪斯的前女友史黛西·华纳（Stacy Warner，雪拉·渥德饰）在第一季的最后两集亮相，还在第二季的7集节目中出现。她希望豪斯诊治自己的丈夫马克·华纳（Mark Warner，库里·格拉汉姆饰），豪斯在第一季结束时确诊他患有急性间歇性紫质症。史黛西和豪斯再度变得亲密，但豪斯最终让她回到马克身边，这让她非常伤心。
迈克尔·崔特（大卫·摩斯饰）是一名警探，在第三季的多集节目中出场。他来到医院做检查时受到豪斯捉弄，被留在医院的一间检验室内，并且直肠中还插了一根温度计，从此崔特就较上了劲，一定要让豪斯向他道歉。豪斯拒绝道歉，于是崔特试图指控对方持有无处方的麻醉药品，强迫医生接受戒断治疗。案件闹到法庭时，卡蒂为豪斯作了伪证，案件也因此撤消。法官批评崔特对事情过于执着，还告诉豪斯自己觉得他“不配拥有这么好的朋友”，意指为他做证的卡蒂。豪斯因藐视法庭被判入狱一夜，但强制性的戒断治疗也相应中止。
第四季的大部分常见角色都是豪斯新诊断小组的候选人。除了三位最终入选的医生外，另外四位入围医生分别是杰弗里·科尔（艾迪·盖瑟吉饰）、流行病学家特拉维斯·布伦南（安迪·科米乌饰）、前医学院招生官员亨利·多布森（卡门·阿尔根齐亚诺饰）和介入性放射科医生安珀·沃拉基斯（安妮·达德克饰）。除沃拉基斯外，另外三人都在遭淘汰后离开了节目，沃拉基斯则与威尔森开始交往，其戏份一直持续到第四季结束。第四季的剧终分上、下两集，由于威尔森没空，沃拉基斯前去一家酒吧带醉酒的豪斯回家，但路上发生了车祸，她也因此遇难。此外，她还有在第五季后半部分作为豪斯的幻觉出现。
第五季中有三集出现了私家侦察卢卡斯·道格拉斯（迈克尔·温斯顿饰），肖创作这个角色部分是因为自己喜欢的剧集《回头是岸》（The Rockford Files）。豪斯起初聘请道格拉斯是为了查探威尔森，两人的友谊在沃拉基斯丧生后中止（之后还是合好了）。豪斯之后还请道格拉斯查探诊断小组其他成员甚至卡蒂的私生活。如果观众乐意接受这个角色，电视台有计划发展以道格拉斯为主角的衍生剧。2008年9月，肖向《娱乐周刊》说明了自己对这个角色的设想：“我不想再做一部医疗剧。是人们所做的选择和是非对错的本质激发我进行写作……与医生相比，私家侦探可以更容易地接近这个问题”。2009年秋的电视网络节目安排中没有包含道格拉斯一角的节目，他在《豪斯医生》第六季中作为卡蒂的男友重新出现。两人还曾订婚，但之后卡蒂意识到自己爱着豪斯而选择了分手。

## 剧集
《豪斯医生》一共播出了8季共177集，其中第一、六、八季为22集，第二、三、五季为24集，第七季23集，第四季则因受到2007年－2008年美国编剧协会大罢工的影响导致只有16集。节目开播的第一集《试播集》于2004年11月16日首播，第一季的最后一集《蜜月》则是在2005年5月24日播出。接下来的每一季都是在上季结束的同年9月到10月初开播，次年5月播完。2012年5月21日，《豪斯医生》第八季第22集，也是整部剧集的大结局《人皆有死》播出。
全部八季中在美国首播时收视率最高的是第三季，平均每集有1995万观众收看，其次是第四季的1764万；收视成绩最差的则是最后一季，平均每集吸引了869万观众。从单集节目来看，观众人数最多的则是第四季第11集《冷冻》，观众人数超过2900万，不过这主要是因为节目安排在第四十二届超级碗后播出。

## 反响

### 专业评价
《豪斯医生》开播时所获评价以正面为主，这一期间福克斯的大部分节目都是真人秀，所以有评论认为本剧是该电视台节目中的亮点。上针对第一季收集的30篇评价中有22篇好评，1篇差评，7篇褒贬不一，综合评分75，属“普遍看好”的评价。《电视指南》的马特·罗什（Matt Roush）称节目是“常见医疗剧的罕见特效药”。《纽约每日新闻》评论员大卫·比安库里（David Bianculli）称赞了其“高水准的演技和剧本”。《洋葱报》的《影音俱乐部》赞许这是福克斯继1996年只播映了很短时间的《利益》（Profit）以来“最坏坏的”黑色喜剧。《纽约》（New York）的约翰·伦纳德（John Leonard）称这是“最基本也是最让人满意的医疗电视节目”，《波士顿环球报》（The Boston Globe）的马修·吉尔伯特（Matthew Gilbert）则赞赏节目没有通过粉饰人物缺陷来试图缓解观众对“健康维护组织工厂”的恐惧。《综艺》的布莱恩·洛瑞（Brian Lowry）对节目的感观略差，认为在其光鲜的包装背后仍然过于依赖情节叙事。蒂姆·古德曼（Tim Goodman）在《旧金山纪事报》上表示剧集表现平淡，缺乏原创性。

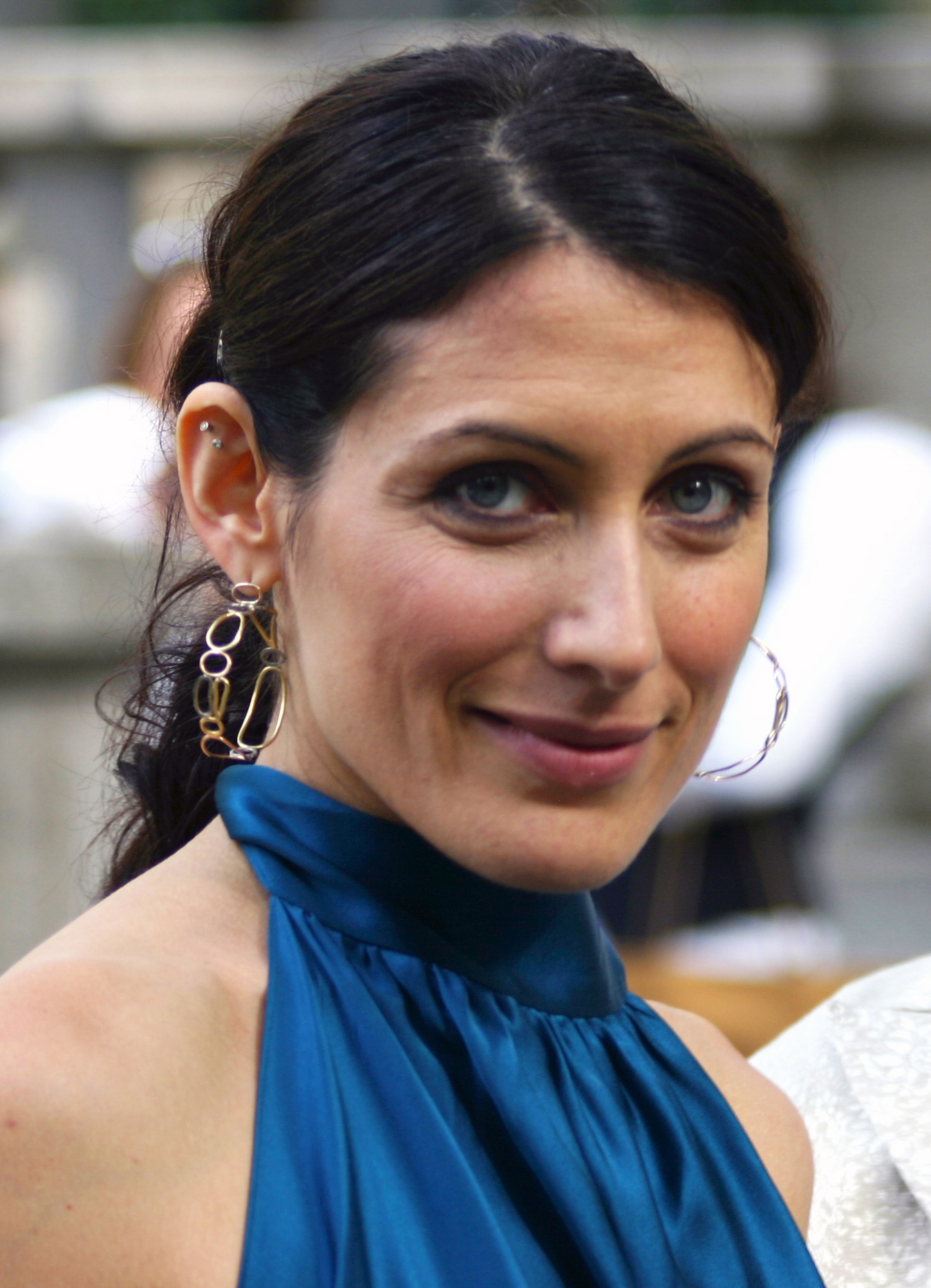
莉萨·埃德尔斯坦饰演卡蒂一角的表演获得评论家好评

格瑞利·豪斯一角获得了普遍好评。《华盛顿邮报》的汤姆·谢尔斯（Tom Shales）称这是“多年来电视上最激动人心的新主角”。《匹兹堡邮报》（Pittsburgh Post-Gazette）的罗布·欧文（Rob Owen）发现这个人物“没同情心到令人着迷（的程度）”。有影评人拿豪斯和虚构侦探尼诺·沃尔夫（Nero Wolfe）、赫丘勒·白罗以及艾德里安·蒙克（Adrian Monk）做比较，同样拿来对比的还有《实习医生风云》中的佩里·考克斯（Perry Cox），他也是位脾性古怪的医生。有研究发现豪斯和《风流军医俏护士》中的鹰眼·皮尔斯（Hawkeye Pierce）医生有强烈的血缘关系:76-78。劳瑞的演出获得了广泛好评。《旧金山纪事报》的古德曼称他“大概是观看《豪斯医生》的唯一理由”。《每日邮报》的加布里埃尔·唐纳利（Gabrielle Donnelly）认为，劳瑞复杂的个性让他成为这个角色的完美人选。
节目中的首批配角也获得了较为正面的评价，谢尔斯在《华盛顿邮报》称节目拥有“一流的群体演出”。《电视指南》、《娱乐周刊》和《今日美国》都认为莱纳德对威尔森医生的诠释值得艾美奖的肯定。《纽约每日新闻》的比安库里表示很高兴能看到埃德尔斯坦“终于获得了应得的共同主演角色”。自由撰稿评论家丹尼尔·法恩伯格（Daniel Fienberg）对莱纳德和埃德尔斯坦的演技没得到更多认同而感到失望。
节目第四季的重大转变所获评价褒贬不一。的小托德·道格拉斯（Todd Douglass Jr.）认为“有了新成员进驻后，《豪斯医生》也有了更加精力充沛的感觉”，他还称赞“第五季的设定堪称辉煌”。《明星纪事报》（The Star-Ledger）的艾伦·塞平沃尔（Alan Sepinwall） 写道：“（节目规模的）扩大、大量的工作面试让编剧有机会重新给节目注入活力，充分发挥劳瑞的喜剧天赋”。而《洛杉矶时报》的玛丽·麦克纳马拉（Mary McNamara）则表达了不同看法：“演员越来越多，故事越来越分散而且不平衡，直到一堆伟大的演员都被迫站在一旁看着休·劳瑞纯粹依靠自己的意志力来支撑整个节目”。《今日美国》的罗伯特·比安科（Robert Bianco）为这季的结局喝彩：“不是常说好戏在后头么。编剧们用这美妙且令人心碎的两小时……挽救了这季看起来已经有些过于发散、人满为患、有些过于雄心勃勃到产生不良后果的节目”。
与前几季相比，《豪斯医生》的第五季获得的评价更加正面。上收集的10份评论中有9份好评，无差评，1份褒贬不一，综合评分77。而烂番茄上收集的9份评论则全部给出了“新鲜”的正面评价，“新鲜度”达100%，平均得分8.1（最高10分）。《今日美国》称赞了劳瑞的表演和第四季结局产生的反响，称节目“结转上季的辉煌结局，豪斯坚定地走上前方。如果你有个演员拥有休·劳瑞的戏路、深度和魅力，让他掌控舞台中央绝对是明智之举，特别是当你想要创作一个故事来发掘这样的角色以及他主要人际关系的时候”。《纽约每日新闻》指出：“节目更注重那些我们在意的关系，还暗示其中可能还会有一些新的关系，并且将数目控制在合理范围内，所以并不完全依赖于晦涩的医学奥秘来担负起全剧戏剧性需要的包袱”，文章还进一步指出，“这一季的预后似乎会比上季预示的更好”。《洛杉矶时报》的玛丽·麦克纳马拉强调了演员的表演，特别称赞迈克尔·温斯顿（Michael Weston）饰演的私家侦探卢卡斯·道格拉斯是对节目“令人愉快的补充”。她在总结中认为，新的一季可能会与观众的期待有所差异，虽不致差别太大，但已经有相当程度的不同。不过，《芝加哥论坛报》的莫琳·瑞安（Maureen Ryan）不喜欢温斯顿的角色，称他是“不受欢迎的旁枝......让人讨厌的小人物”。她还进一步表示，“《豪斯医生》曾是电视上最好的节目，但却已严重脱离了预定方向。”《星期日泰晤士报》觉得节目已经“失去了幽默感”。此外，对于13以及她和福尔曼关系的关注也特别受到了批评。
节目到达尾声时，《娱乐周刊》的史蒂芬·通（Steven Tong）表示，《豪斯医生》在最后一季里变成了相当多愁善感的节目。玛格丽特·莱昂斯（Margaret Lyons）在《纽约》杂志网站上写道，《豪斯医生》已经超出了医疗剧或人物剧或其它任何一部剧集，成为对痛苦的复杂冥想。不过她还认为，“开明的犬儒主义”和“痛苦的混乱和虚无”之间还是有一条界线，“随着节目的进展，其戏剧性的火炬变得黯淡，而痛苦的火炬却燃烧得更加明亮”。艾伦·塞平沃尔表示：“中间几季的反复和不当处理最终断绝了我对豪斯个人奋斗拥有的任何情感联系”。
《豪斯医生》在《娱乐周刊》评选的“新电视经典”中名列第62位。此外，节目还在2002至2012年的评选中拥有第二高的电视节目评分。

#### 十佳榜单
《豪斯医生》的前五季进入了多个媒体出版物评选的十佳榜单，下表中将以排名依次列出。不过，《芝加哥论坛报》、2008年的《芝加哥太阳报》以及2009年的《纽约时报》没有为十佳榜单排出先后顺序，而是采用字母次序排列，这类情况将会列在表格的最下方。
| 2005年 |
| --- |
| - #2 《纽约日报》（Newsday） - #3 《》 - #3 《今日美国》 - #4 《纽约时报》 - #7 《波士顿环球报》 - – 《芝加哥论坛报》 |

| 2006年                                 |
| -------------------------------------- |
| - #6 《纽约日报》 - – 《芝加哥论坛报》 |

| 2007年 |
| --- |
| - #2 《洛杉矶时报》 - #2 《芝加哥太阳报》 - #5 《波士顿环球报》 - #6 《纽约日报》 - #7 《明星纪事报》 - #7 《纽约时报》 - – 《芝加哥论坛报》 |

| 2008年                                   |
| ---------------------------------------- |
| - #4 《洛杉矶时报》 - – 《芝加哥太阳报》 |

| 2009年           |
| ---------------- |
| - – 《纽约时报》 |

### 美国收视成绩
《豪斯医生》的第一季在美国播出时的收视率可以在所有电视剧中排到第24位，并且在所有最受女性观众欢迎的黄金时段节目中名列第9位。接下来的三季节目安排在广受欢迎的《美国偶像》之后播出:43-44，每一季都在所有年龄段观众中收获了前十名的收视率。从尼尔森收视率的数据看，《豪斯医生》的第三季成绩最好，平均每集吸引了1940万观众。据雅各布斯表示，剧组对节目能够吸引这么多观众感到惊喜:44。《豪斯医生》的第五季平均每集吸引了1200万观众，总体排名下滑到第19位，但仍然是福克斯除《美国偶像》外最受欢迎的节目。
第四季第11集《冷冻》（Frozen）在第四十二届超级碗后播出，是《豪斯医生》收视率最高的一集，吸收了超过2900万观众观看。《豪斯医生》在这个星期的所有电视节目中收视排名第三，仅次于超级碗比赛和赛后演出，超过了《美国偶像》。下表中将列出《豪斯医生》各季在美国电视市场的收视排名，按平均每集观众人数计算。美国每年的电视联播网季节从9月开始，次年5月结束。
| 季数 | 集数 | 时间段 （北美东部时区）                                                                | 首集播映日期   | 终集播映日期  | 电视季   | 排名 | 观众人数 （百万） |
| ---- | ---- | -------------------------------------------------------------------------------------- | -------------- | ------------- | -------- | ---- | ----------------- |
| 1    | 22   | 星期二晚8到9点                                                                         | 2004年11月16日 | 2005年5月24日 | 2004至05 | #24  | 13.34             |
| 2    | 24   | 星期二晚8到9点                                                                         | 2005年9月13日  | 2006年5月23日 | 2005至06 | #10  | 17.35             |
| 3    | 24   | 星期二晚7到8点（2006年） 星期二晚8到9点（2006至07年）                                  | 2006年9月5日   | 2007年5月29日 | 2006至07 | #5   | 19.95             |
| 4    | 16   | 星期二晚8到9点（2007至08年） 星期一晚8到9点（2008年）                                  | 2007年9月25日  | 2008年5月19日 | 2007至08 | #7   | 17.64             |
| 5    | 24   | 星期二晚7到8点（2008年） 星期一晚7到8点（2009年）                                      | 2008年9月16日  | 2009年5月11日 | 2008至09 | #16  | 13.62             |
| 6    | 22   | 星期一晚7到8点                                                                         | 2009年9月21日  | 2010年5月17日 | 2009至10 | #22  | 12.76             |
| 7    | 23   | 星期一晚7到8点                                                                         | 2010年9月20日  | 2011年5月23日 | 2010至11 | #42  | 10.32             |
| 8    | 22   | 星期一晚8到9点（2011年） 星期一晚7到8点（2012年1至3月） 星期一晚8到9点（2012年4至5月） | 2011年10月3日  | 2012年5月21日 | 2011至12 | #58  | 8.69              |

### 获奖和荣誉
《豪斯医生》获得了许多奖项和提名。休·劳瑞分别在2005、2007、2008、2009、2010和2011年获黄金时段艾美奖最佳正剧类男主角奖提名；剧集本身也分别在2006至2009年4度获最佳正剧类剧集奖提名，但始终未能胜出。大卫·肖凭第一季第21集《三个故事》（Three Stories）获2005年黄金时段艾美奖的最佳编剧奖和2006年的人道奖。导演格雷格·艾坦尼斯因执导《豪斯的头》获2008年黄金时段艾美奖正剧剧集最佳导演奖。
《豪斯医生》获得了6项金球奖提名并有两次获奖。劳瑞前后6次获金球奖最佳电视剧男主角（正剧类）提名，并于2006和2007年两度胜出。《豪斯医生》于2008年首次获得金球奖最佳电视剧奖（正剧类）提名，第二年再度提名同一奖项，但均未能胜出。
节目因其“异端主角——一个厌世的诊断医师”以及“适合夏洛克·福尔摩斯的医学病例”而获得了2005年的皮博迪奖，皮博迪委员会认为这两大特色令《豪斯医生》成为“十年来最具特色的医疗新剧”。美国影艺协会于2005年将《豪斯医生》评为年度十佳电视节目。
2011年，《豪斯医生》赢得了4项人民选择奖，分别是最受欢迎正剧剧集，最受欢迎正剧剧集男演员（劳瑞）和女演员（埃德尔斯坦），以及最受欢迎电视医生。
劳瑞于2007获得了美国演员工会奖正剧剧集类最佳男主角奖。编剧劳伦斯·卡普罗因第二季第2集《活体验尸》获2006年美国编剧工会奖。2007年节目因假肢化妆获得了一项创意艾美奖。
2005年，劳瑞作为“电视最性感男人”登上了《电视指南》的封面。2008年，格瑞利·豪斯经票选成为电视上最性感医生的第二名，仅次于《急诊室的故事》中由乔治·克鲁尼扮演的道格·罗斯（Doug Ross）。

## 发行
2008年，《豪斯医生》一共在66个国家播映，全球观众人数突破8180万，成为世界上观众人数最多的电视剧，并且远远超过了之前两年的冠军《犯罪现场调查》和《犯罪现场调查：迈阿密》。到了2009年，《豪斯医生》的收视人数排名第二，仅次于《犯罪现场调查》。
《豪斯医生》的剧集通过福克斯在美国首播，并通过环球电视在加拿大首播，两者的播出日程安排完全相同。该剧是2008年加拿大收视人数第三高的电视剧。同年，《豪斯医生》还是德国的电视收视冠军、意大利的收视亚军以及捷克共和国的收视季军。剧集在法国、西班牙、瑞典和荷兰都很受欢迎。《豪斯医生》的前四季通过第五台在英国首播，天空第一台获得了节目第五季开始的首播权。节目的英语原版还有在澳大利亚、新西兰和爱尔兰播映。
剧集还提供了在线观看或下载服务：亚马逊实时视频、和都提供有第一到第八季所有节目在线观看或下载。2007年，NBC环球和苹果公司出现分歧，使得节目的第四季暂时没有通过发布。苹果公司在新闻发布会上称，环球希望把每集节目的价格哄抬到4.99美元。2008年9月，有报道称苹果和已经解决了存在的争议。观众可以在以每集2.99美元的价格购买高清格式节目。福克斯官方网站的《豪斯医生》页面还提供剧集的流媒体观看。
节目的前七季发行了第1、2、4区的。还发行了套装。环球影城家庭娱乐宣布有计划发行第一季的1区变形宽银幕版本（起初发行的是带黑边的版本）。第2和第4区的属4比3满屏版，暂无消息确认环球是否会发行这两区的变形宽银幕版本。
2012年10月，环球影业发行了全套剧集的41碟套装。

## 周边商品
2007年4月23日，网站开始限时拍卖印有（意为“人皆说谎”）字样的恤用作慈善事业。销售收入将令美国心理疾病联盟受益。《豪斯医生》的演员和剧组成员还会定期参加美国心理疾病联盟的募捐活动，并为该组织拍摄了多幅广告，曾刊登在《17》和《滚石》杂志上。节目已经为慈善事业筹集了数十万美元善款。雅各布斯表示，希望能够通过与美国心理疾病联盟的合作，去掉“一些疾病的污名”。
于2007年9月18日发行了《豪斯医生电视原声带》（House M.D. Original Television Soundtrack）唱片。其中包括《豪斯医生》中出现过歌曲的完整版本，还包括特别为节目录制且从未发行过的歌曲。2008年，西班牙语游戏公司根据节目设计了一款手机游戏，发行有西班牙语和英语两种版本。
2009年6月，游戏开发商宣布获得环球影业数字平台集团的许可协议，开发一款根据剧集制作的电子游戏，玩家将成为豪斯诊断小组的一员，研究5个不同寻常的医学病例。这款游戏于2010年5月发行，其中还包括一款迷你游戏，玩家要从迷宫般的餐馆中把一个巨大的三明治带到豪斯医生的办公室，一路上还要防范饥饿医生的袭击。这款游戏评价不佳，影音俱乐部对其评分为，但还是在2010年8月对游戏进行了更新。